# Copyright Society of Composers, Authors and Publishers Incorporated
La Copyright Society of Composers, Authors and Publishers Incorporated (COSCAP) è un'organizzazione non governativa non a scopo di lucro che si occupa di tutelare l'industria musicale di Barbados e i musicisti, interpreti, autori e compositori che ne fanno parte. È membro dell'International Federation of the Phonographic Industry.